# 汪似
汪似（1497年—？），字克有，號南泉，江西廣信府貴溪縣人，軍籍，明朝政治人物。

## 生平
嘉靖元年（1522年）壬午科江西鄉試第十名舉人，嘉靖八年（1529年）中式己丑科會試第六十一名，二甲第七十八名進士。九年十一月选授廣西道試監察御史，十二年四月以科道互纠，冠帶閒住，卒。

## 家族
曾祖汪景深；祖父汪廷俊；父汪晏，母詹氏。具庆下。兄汪倬（知州）；汪佩；汪俸（知縣）；汪化（貢士）；汪仟；汪何；汪俅（貢士）；汪佾。